# Olympische Winterspiele 1998/Teilnehmer (Finnland)
| Gelbes Symbol für Goldmedaillen mit stilisierten Olympischen Ringen | Graues Symbol für Silbermedaillen mit stilisierten Olympischen Ringen | Braundes Symbol für Bronzemedaillen mit stilisierten Olympischen Ringen |
| ------------------------------------------------------------------- | --------------------------------------------------------------------- | ----------------------------------------------------------------------- |
| 2                                                                   | 4                                                                     | 6                                                                       |

Finnland nahm an den Olympischen Winterspielen 1998 im japanischen Nagano mit einer Delegation von 86 Athleten in zehn Disziplinen teil, davon 52 Männer und 34 Frauen. Mit zwei Gold-, vier Silber- und sechs Bronzemedaillen platzierte sich Finnland auf dem elften Rang im Medaillenspiegel.
Fahnenträger bei der Eröffnungsfeier war der Skispringer Janne Ahonen.

## Teilnehmer nach Sportarten

### Biathlon
Männer
- Harri Eloranta
10 km Sprint: 20. Platz (29:21,8 min)
4 × 7,5 km Staffel: 8. Platz (1:25:01,4 h)

- Vesa Hietalahti
20 km Einzel: Rennen nicht beendet

- Olli-Pekka Peltola
4 × 7,5 km Staffel: 8. Platz (1:25:01,4 h)

- Paavo Puurunen
10 km Sprint: 9. Platz (28:44,0 min)
20 km Einzel: 23. Platz (1:00:11,7 h)
4 × 7,5 km Staffel: 8. Platz (1:25:01,4 h)

- Ville Räikkönen
10 km Sprint: Bronze  (28:21,7 min)
20 km Einzel: 27. Platz (1:00:25,3 h)
4 × 7,5 km Staffel: 8. Platz (1:25:01,4 h)

Frauen
- Katja Holanti
7,5 km Sprint: 46. Platz (25:46,2 min)
15 km Einzel: 45. Platz (1:01:50,9 h)

- Mari Lampinen
7,5 km Sprint: 8. Platz (23:55,2 min)
15 km Einzel: 32. Platz (1:00:55,2 h)

### Eishockey
Männer
| - Ari Sulander - Jarmo Myllys - Jukka Tammi - Janne Laukkanen - Teppo Numminen - Janne Niinimaa - Jyrki Lumme - Aki-Petteri Berg - Kimmo Timonen - Tuomas Grönman - Saku Koivu - Jere Lehtinen | - Jari Kurri - Teemu Selänne - Raimo Helminen - Esa Tikkanen - Juha Ylönen - Ville Peltonen - Sami Kapanen - Juha Lind - Kimmo Rintanen - Mika Nieminen - Antti Törmänen |

- Bronze

Frauen
| - Sari Fisk - Kirsi Hänninen - Satu Huotari - Marianne Ihalainen - Johanna Ikonen - Sari Krooks - Emma Laaksonen - Sanna Lankosaari - Katja Lehto - Marika Lehtimäki | - Riikka Nieminen - Marja-Helena Pälvilä - Tuula Puputti - Karoliina Rantamäki - Tiia-Riitta Reima - Katja Riipi - Päivi Salo - Maria Selin - Liisa-Maria Sneck - Petra Vaarakallio |

- Bronze

### Eiskunstlauf
Frauen
- Alisa Drei
21. Platz (29,0)

### Eisschnelllauf
Männer
- Janne Hänninen
500 m: 18. Platz (73,04 s)
1000 m: 21. Platz (1:12,55 min)

### Freestyle-Skiing
Männer
- Lauri Lassila
Buckelpiste: 5. Platz (25,43)

- Janne Lahtela
Buckelpiste: Silber  (26,00)

- Sami Mustonen
Buckelpiste: Bronze  (25,76)

Frauen
- Minna Karhu
Buckelpiste: 6. Platz (23,83)

### Nordische Kombination
- Samppa Lajunen
Einzel (Normalschanze / 15 km): Silber  (41:48,6 min)
Mannschaft (Normalschanze / 5 km): Silber  (55:30,4 min)

- Hannu Manninen
Einzel (Normalschanze / 15 km): 11. Platz (43:51,0 min)
Mannschaft (Normalschanze / 5 km): Silber  (55:30,4 min)

- Jari Mantila
Einzel (Normalschanze / 15 km): 27. Platz (46:10,6 min)
Mannschaft (Normalschanze / 5 km): Silber  (55:30,4 min)

- Tapio Nurmela
Einzel (Normalschanze / 15 km): 15. Platz (44:31,6 min)
Mannschaft (Normalschanze / 5 km): Silber  (55:30,4 min)

### Ski Alpin
Männer
- Mika Marila
Riesenslalom: Rennen nicht beendet
Slalom: Rennen nicht beendet

- Kalle Palander
Riesenslalom: Rennen nicht beendet
Slalom: 9. Platz (1:51,81 min)
Kombination: Slalomrennen nicht beendet

- Sami Uotila
Riesenslalom: 19. Platz (2:43,45 min)
Slalom: Rennen nicht beendet

Frauen
- Tanja Poutiainen
Riesenslalom: 26. Platz (3:01,66 min)
Slalom: 18. Platz (1:37,51 min)

- Henna Raita
Riesenslalom: Rennen nicht beendet
Slalom: Rennen nicht beendet

### Skilanglauf
Männer
- Juha Alm
50 km Freistil: 54. Platz (2:25:00,2 h)

- Jari Isometsä
10 km klassisch: 15. Platz (28:36,7 min)
15 km Verfolgung: 8. Platz (40:55,4 min)
30 km klassisch: 4. Platz (1:36:51,4 h)
4 × 10 km Staffel: Bronze  (1:42:15,5 h)

- Harri Kirvesniemi
10 km klassisch: 13. Platz (28:22,5 min)
30 km klassisch: 6. Platz (1:37:45,9 h)
4 × 10 km Staffel: Bronze  (1:42:15,5 h)

- Mika Myllylä
10 km klassisch: Bronze  (27:40,1 min)
15 km Verfolgung: 6. Platz (40:26,6 min)
30 km klassisch: Gold  (1;33:55,8 h)
4 × 10 km Staffel: Bronze  (1:42:15,5 h)

- Sami Repo
10 km klassisch: 18. Platz (28:51,3 min)
15 km Verfolgung: 20. Platz (42:38,9 min)
30 km klassisch: 34. Platz (1:42:16,8 h)
4 × 10 km Staffel: Bronze  (1:42:15,5 h)

Frauen
- Milla Jauho
15 km klassisch: 31. Platz (51:38,6 min)
30 km Freistil: 50. Platz (1:35:39,2 h)
4 × 5 km Staffel: 7. Platz (57:34,3 min)

- Anita Nyman
5 km klassisch: 56. Platz (19:45,0 min)
10 km Verfolgung: 44. Platz (32:53,7 min)
4 × 5 km Staffel: 7. Platz (57:34,3 min)

- Kati Pulkkinen
5 km klassisch: 57. Platz (19:48,0 min)
10 km Verfolgung: 51. Platz (33:43,5 min)

- Tuulikki Pyykkönen
5 km klassisch: 17. Platz (18:42,8 min)
15 km klassisch: 12. Platz (49:13,5 min)
4 × 5 km Staffel: 7. Platz (57:34,3 min)

- Satu Salonen
5 km klassisch: 18. Platz (18:43,4 min)
10 km Verfolgung: 16. Platz (30:32,0 min)
15 km klassisch: 18. Platz (49:27,6 min)
4 × 5 km Staffel: 7. Platz (57:34,3 min)

- Kati Venäläinen
15 km klassisch: 41. Platz (52:14,1 min)

### Skispringen
- Janne Ahonen
Normalschanze: 4. Platz (231,5)
Großschanze: 37. Platz (nicht für den 2. Sprung qualifiziert)
Mannschaft: 5. Platz (833,9)

- Mika Laitinen
Normalschanze: 20. Platz (199,0)
Großschanze: 18. Platz (222,5)
Mannschaft: 5. Platz (833,9)

- Ari-Pekka Nikkola
Normalschanze: 15. Platz (205,5)
Großschanze: 31. Platz (nicht für den 2. Sprung qualifiziert)
Mannschaft: 5. Platz (833,9)

- Jani Soininen
Normalschanze: Gold  (234,5)
Großschanze: Silber  (260,8)
Mannschaft: 5. Platz (833,9)

### Snowboard
Männer
- Markus Hurme
Halfpipe: 13. Platz (73,0)

- Sebu Kuhlberg
Halfpipe: 7. Platz (76,6)

- Aleksi Litovaara
Halfpipe: 14. Platz (71,9)

- Jussi Oksanen
Halfpipe: 11. Platz (73,6)

Frauen
- Minna Hesso
Halfpipe: 6. Platz (70,8)

- Satu Järvelä
Halfpipe: 13. Platz (nicht für das Finale qualifiziert)